# Biegi narciarskie na Zimowych Igrzyskach Olimpijskich 1936
Konkurencje biegów narciarskich podczas Zimowych Igrzysk Olimpijskich w 1936 roku zostały przeprowadzone w dniach 10 – 15 lutego w Garmisch-Partenkirchen. W ramach igrzysk zawodnicy walczyli w trzech konkurencjach: dwóch indywidualnych (biegach na 18 km i 50 km) oraz w sztafecie – łącznie rozdano zatem trzy komplety medali. O medale igrzysk olimpijskich biegacze narciarscy rywalizowali po raz czwarty w historii.

## Terminarz
| Data           | Miejscowość            | Konkurencja                 | Złoto        | Srebro         | Brąz              |
| -------------- | ---------------------- | --------------------------- | ------------ | -------------- | ----------------- |
| 12 lutego 1936 | Garmisch-Partenkirchen | Bieg mężczyzn na 18 km      | Erik Larsson | Oddbjørn Hagen | Pekka Niemi       |
| 15 lutego 1936 | Garmisch-Partenkirchen | Bieg mężczyzn na 50 km      | Elis Wiklund | Axel Wikström  | Nils-Joel Englund |
| 10 lutego 1936 | Garmisch-Partenkirchen | Sztafeta mężczyzn 4 × 10 km | Finlandia    | Norwegia       | Szwecja           |

## Mężczyźni

### 18 km
| Miejsce | Państwo        | Zawodnik              | Czas    |
| ------- | -------------- | --------------------- | ------- |
|         | Szwecja        | Erik Larsson          | 1:14:38 |
|         | Norwegia       | Oddbjørn Hagen        | 1:15:33 |
|         | Finlandia      | Pekka Niemi           | 1:16,59 |
| 4.      | Szwecja        | Martin Matsbo         | 1:17:02 |
| 5.      | Norwegia       | Olaf Hoffsbakken      | 1:17:37 |
| 6.      | Norwegia       | Arne Rustadstuen      | 1:18:13 |
| 7.      | Finlandia      | Sulo Nurmela          | 1:18:20 |
| 8.      | Szwecja        | Artur Häggblad        | 1:18:55 |
| 9.      | Norwegia       | Bjarne Iversen        | 1:18:56 |
| 10.     | Czechosłowacja | Lukáš Mihalák         | 1:19:01 |
| . . .   |                |                       |         |
| 22.     | Polska         | Michał Górski         | 1:23:11 |
| 32.     | Polska         | Marian Woyna Orlewicz | 1:25:27 |
| 33.     | Polska         | Bronisław Czech       | 1:25:55 |
| 42.     | Polska         | Stanisław Karpiel     | 1:27:31 |

Data: 12.02.1936

### 50 km
| Miejsce | Państwo        | Zawodnik          | Czas    |
| ------- | -------------- | ----------------- | ------- |
|         | Szwecja        | Elis Wiklund      | 3:30:11 |
|         | Szwecja        | Axel Wikström     | 3:33:20 |
|         | Szwecja        | Nils-Joel Englund | 3:34:10 |
| 4.      | Szwecja        | Hjalmar Bergström | 3:35:50 |
| 5.      | Finlandia      | Klaus Karppinen   | 3:39:33 |
| 6.      | Norwegia       | Arne Tuft         | 3:41:18 |
| 7.      | Finlandia      | Frans Heikkinen   | 3:42:44 |
| 8.      | Finlandia      | Pekka Niemi       | 3:44:14 |
| 9.      | Czechosłowacja | Cyril Musil       | 3:46:12 |
| 10.     | Jugosławia     | Franc Smolej      | 3:47:40 |
| . . .   |                |                   |         |
| 26.     | Polska         | Stanisław Karpiel | 4:06:26 |

Data: 15.02.1936

### Sztafeta 4×10km
| Miejsce | Państwo        | Zawodnicy                                                             | Czas    |
| ------- | -------------- | --------------------------------------------------------------------- | ------- |
|         | Finlandia      | Sulo Nurmela Klaus Karppinen Matti Lähde Kalle Jalkanen               | 2:41:33 |
|         | Norwegia       | Oddbjørn Hagen Olaf Hoffsbakken Sverre Brodahl Bjarne Iversen         | 2:41:39 |
|         | Szwecja        | John Berger Erik Larsson Arthur Häggblad Martin Matsbo                | 2:43:03 |
| 4.      | Włochy         | Giulio Gerardi Severino Menardi Vincenzo Demetz Giovanni Kasebacher   | 2:50:05 |
| 5.      | Czechosłowacja | Cyril Musil Gustav Berauer Lukáš Mihalák František Šimůnek            | 2:51:56 |
| 6.      | III Rzesza     | Friedl Däuber Willy Bogner Herbert Leupold Anton Zeller               | 2:54:54 |
| 7.      | Polska         | Michał Górski Marian Woyna Orlewicz Stanisław Karpiel Bronisław Czech | 2:58,50 |
| 8.      | Austria        | Alfred Rößner Harald Bosio Erich Gallwitz Hans Baumann                | 3:02,48 |
| 9.      | Francja        | Robert Gindre Fernand Mermoud Léonce Cretin Alfred Jacomis            | 3:03:33 |
| 10.     | Jugosławia     | Leon Knap Avgust Jakopič Alojz Klančnik Franc Smolej                  | 3:04:38 |

Data:10.02.1936

## Klasyfikacja medalowa
| Lp. | Kraj      | złoto | srebro | brąz | razem |
| --- | --------- | ----- | ------ | ---- | ----- |
| 1.  | Szwecja   | 2     | 1      | 2    | 5     |
| 2.  | Finlandia | 1     | 0      | 1    | 2     |
| 3.  | Norwegia  | 0     | 2      | 0    | 2     |